# Женоподобный, или Критянин
«Женоподобный, или Критянин» — комедия древнегреческого драматурга Менандра (IV—III века до н. э.), от которой сохранились только два коротких фрагмента, приведённых другими античными авторами (в общей сложности три стиха). В одном фрагменте содержится предупреждение: «Ты человек, так жди напастей всяческих. // Нет ничего, что было бы устойчиво». В другом неизвестный персонаж обращается к некоему Кратону и берёт в свидетели Зевса. О времени написания сюжете пьесы ничего не известно.